# Protocolo al Tratado Antártico sobre Protección del Medio Ambiente
El Protocolo al Tratado Antártico sobre Protección del Medio Ambiente, también conocido como Protocolo de Madrid, es un instrumento jurídico complementario al Tratado Antártico suscrito en la capital española el 4 de octubre de 1991 y que entró en vigor el 14 de enero de 1998. El Protocolo de Madrid complementa y refuerza al Tratado Antártico con el objeto de incrementar la protección del medio ambiente antártico y de los ecosistemas dependientes y asociados.  

## Principales disposiciones
El Protocolo está compuesto por un preámbulo, un cuerpo principal con 27 artículos, un apéndice sobre Arbitraje (13 artículos adicionales) y seis anexos, de los cuales uno aún no ha entrado en vigor. El preámbulo del Protocolo describe el deseo de las Partes del Tratado Antártico de elaborar un régimen integral para proteger el medio ambiente antártico y sus ecosistemas dependientes y asociados para beneficio de toda la humanidad. 
En el cuerpo principal del Protocolo se destacan las siguientes disposiciones:  
- Artículo 2: las Partes se comprometen a la protección global del medio ambiente antártico y los ecosistemas dependientes y asociados y designan a la Antártica como una “reserva natural, consagrada a la paz y a la ciencia”.

- Artículo 3: Contiene los principios medioambientales sobre los cuales se apoya el Protocolo. Dichos principios enuncian la necesidad de proteger los valores naturales y científicos de la Antártida, haciendo particular hincapié en la obligatoriedad de realizar una planificación cuidadosa de las actividades antárticas, de modo de evitar o atenuar los impactos perjudiciales sobre el medio ambiente que aquellas pudiesen originar.
- Artículo 7: prohíbe cualquier actividad relacionada con la explotación de los recursos minerales antárticos, salvo la investigación científica
- Artículo 8: establece que, antes de llevar adelante una actividad en la Antártida, se debe realizar una evaluación del impacto de la actividad propuesta sobre el medio ambiente antártico o en los ecosistemas dependientes o asociados.
- Artículos 11 y 12: crean el Comité para la Protección del Medio Ambiente y establecen sus funciones, que consisten en proporcionar asesoramiento y formular recomendaciones a las Partes en relación con la aplicación del Protocolo.
- Artículo 14: incorpora la necesidad de realizar inspecciones (de conformidad con el Artículo VII del Tratado Antártico) para promover la protección del medio ambiente antártico y de sus ecosistemas dependientes y asociados, y para asegurar el cumplimiento del Protocolo.

- Artículo 15: se refiere a las acciones de respuesta en casos de emergencia medioambiental que puedan surgir de la realización de programas de investigación científica, del turismo y de todas las demás actividades gubernamentales y no gubernamentales.

## Anexos al Protocolo
El Protocolo posee seis anexos con disposiciones prácticas de protección del ecosistema antártico. Cada anexo contiene una cláusula (ver artículo 9 del Protocolo) que permite su enmienda o modificación y que prevé la posibilidad que nuevos anexos se incorporen a los ya existentes, de modo de garantizar un mecanismo de actualización permanente. Los anexos son:  
1. Evaluación del Impacto sobre el Medio Ambiente.
2. Conservación de la Fauna y Flora Antárticas.
3. Eliminación y Tratamiento de Residuos.
4. Prevención de la Contaminación Marina.
5. Protección y Gestión de Zonas
6. Responsabilidad emanada de emergencias ambientales

El Protocolo con sus cuatro primeros anexos entró en vigor el 14 de enero de 1998, tras ser ratificado por todas las Partes Consultivas del Tratado Antártico. El Anexo V fue redactado con posterioridad a los cuatro primeros anexos, y recién entró en vigor el 24 de mayo de 2002. El sexto anexo se acordó en la XXVIII Reunión Consultiva (Estocolmo, 2005) y todavía no ha entrado en vigor debido a que aún espera la completa ratificación de todas las Partes Consultivas. Al año 2024, lo han aprobado 20 de las 29 Partes Consultivas. Finalmente, cabe destacar que en 2009 fue adoptada una enmienda al Anexo II del Protocolo de Madrid.   

## Descripción de los Anexos al Protocolo

### Anexo I: Evaluación de Impacto Ambiental
En este anexo se establece que todas las actividades desarrolladas en el área del Tratado Antártico deberán estar precedidas por una evaluación del impacto ambiental (EIA), para predecir las probables consecuencias que tal actividad pudiera ocasionar sobre el medio ambiente antártico. Tal predicción permite el diseño y la implementación de medidas de mitigación y restauración, que tiendan a atenuar dichos impactos. La EIA es un proceso que tiene como objetivo brindar información al personal con capacidad de decisión sobre las consecuencias ambientales de la actividad propuesta. 

### Anexo II: Conservación de flora y fauna antárticas
Para preservar la fauna y la flora antárticas y teniendo en cuenta que la actividad humana puede representar una amenaza para su supervivencia, el Anexo II establece que la toma e intromisión perjudicial de especies antárticas, así como la introducción de especies no autóctonas al continente se encuentra prohibida, excepto que se cuente con un permiso otorgado por un país Parte del Tratado Antártico.  
Según el Anexo II, la Toma de una especie antártica comprende acciones tales como matar, herir, atrapar, manipular o molestar a un mamífero o ave autóctono; o retirar o dañar tales cantidades de plantas nativas o de invertebrados autóctonos que ello afecte significativamente a su distribución local o su abundancia. Por su parte, la Intromisión perjudicial de una especie antártica puede producirse debido a múltiples razones, entre las que el Protocolo enumera: 
- el vuelo o el aterrizaje de helicópteros o de otras aeronaves, y la utilización de vehículos o embarcaciones (incluidos los aerodeslizadores y barcos pequeños) y de explosivos y armas de fuego, que perturben la concentración de aves o focas autóctonas;
- la perturbación intencionada de la cría y la muda del plumaje de las aves o de la perturbación intencional de aves autóctonas durante la reproducción o el cambio de plumaje o de concentraciones de aves o focas autóctonas por personas a pie;
- un daño significativo de las concentraciones de plantas terrestres autóctonas con el aterrizaje de aeronaves o la conducción de vehículos, al pisar dichas plantas o por cualquier otro medio; y
- toda actividad que produzca una importante modificación adversa del hábitat de cualquier especie o población de mamíferos, aves, plantas o invertebrados autóctonos.

El Anexo II también prohíbe introducir en tierra, en las barreras de hielo y en las aguas del Área del Tratado Antártico ninguna especie de organismo vivo que no sea autóctona, salvo de conformidad con un permiso. La prohibición de introducir especies no nativas está asociada a su potencial para afectar negativamente a las especies autóctonas. Una especie no nativa puede actuar como competidora (de hábitat y/o de alimentos) de la especie autóctona; como vector de enfermedades a las que la especie nativa no está habituada; como agente modificador del hábitat, o como depredador de la especie autóctona. Los únicos tipos de especies de ingreso permitido a la Antártida, con autorización previa, son plantas cultivadas y sus propágulos reproductivos para uso controlado y especies de organismos vivos para uso experimental controlado. 
Finalmente, el Anexo II permite designar como Especies Antárticas Especialmente Protegidas a aquellas especies de aves, plantas e invertebrados autóctonos, cuya supervivencia o estabilidad pudiera estar en situación particularmente comprometida, De esta forma, se les brinda una protección adicional a la que surge del Protocolo y el resto de los Anexos.   

### Anexo III: Eliminación y Tratamiento de residuos
Conforme a este Anexo, la gestión de los residuos antárticos comprende la planificación, clasificación, tratamiento, almacenamiento, transporte, y disposición final de todos los desechos generados al sur de los 60°S. Este Anexo se limita a establecer normas generales que cada país adecua, de acuerdo con la naturaleza de sus instituciones, y con su legislación interna.   
Así, se prohíbe rellenar terrenos con residuos, depositarlos en áreas libres de hielo o en sistemas de agua dulce y quemarlos al aire libre. Asimismo, se establece la obligación de limpiar los sitios terrestres de eliminación de residuos originados por actividades realizadas previamente a la entrada en vigor del Protocolo.  
El Anexo III establece asimismo como prioridad la reducción de la producción de residuos, por lo que antes de iniciar cualquier actividad debe priorizarse la alternativa que minimice el volumen de desechos a generar. Una vez producidos, el Protocolo contempla tres métodos para la disposición final de residuos en la Antártida: 
- Evacuación del Área del Tratado Antártico: La prioridad uno establece que los desechos antárticos sean evacuados del territorio antártico en todos los casos en que sea posible. Previamente, los residuos deben acumularse convenientemente en sectores donde no puedan dispersarse por la acción del viento, ni puedan quedar al alcance de las aves.
- Incineración controlada: Esta opción sólo puede llevarse a cabo en aquellas instalaciones que dispongan de equipamiento adecuado (incineradores de combustión controlada), y sólo podrán incinerarse los residuos biodegradables. Las cenizas producidas durante el proceso se acumularán para ser luego removidas del Área del Tratado Antártico.
- Eliminación al mar: Solo se permite la eliminación al mar de aguas residuales y residuos líquidos domésticos, y exclusivamente en áreas donde existan condiciones para su dilución inicial y su rápida dispersión (es decir, en corrientes que se dirijan mar adentro). Cuando las bases alberguen a más de 30 personas, el Protocolo requiere que tales residuos sean previamente tratados, al menos por maceración, para reducir el tamaño de partícula a verter y así, favorecer su rápida dispersión en el agua.

Este Anexo propone asimismo un sistema de clasificación para los residuos generados en la Antártida, que sirva de base para llevar un registro de los desechos y para facilitar los estudios dirigidos a evaluar los impactos en el medio ambiente de las actividades científicas y de apoyo logístico asociado. Para ese fin, este Anexo establece que los residuos generados deberán clasificarse en cinco grupos:  
- Grupo 1: aguas residuales y residuos líquidos domésticos,
- Grupo 2: otros residuos líquidos y químicos, incluidos los combustibles y lubricantes,
- Grupo 3: residuos sólidos para incinerar,
- Grupo 4: otros residuos sólidos, y
- Grupo 5: material radioactivo.

Para reducir aún más el impacto de los residuos en el medio ambiente antártico, el Anexo III al Protocolo establece que cada Programa Nacional Antártico deberá preparar, revisar y actualizar periódicamente planes de tratamiento de residuos para bases, campamentos y embarcaciones.  
Nota: Un Programa Antártico Nacional se define como “la entidad con responsabilidad nacional para gestionar el apoyo a la investigación científica en el Área del Tratado Antártico en nombre de su gobierno y en el espíritu del Tratado Antártico”. Cada signatario del Tratado Antártico normalmente establece un Programa Antártico Nacional para coordinar sus actividades en Antártida (definición tomada de COMNAP)

### Anexo IV: Prevención de la Contaminación Marina
Este Anexo establece prohibiciones y restricciones al vertido de residuos desde barcos. Este Anexo se encuadra en lo establecido por la Convención para prevenir la Contaminación Marina desde barcos, conocida internacionalmente como MARPOL 73/78 (originalmente firmada en 1973, con enmiendas en 1978), en el marco de la cual, en 1990 se acordó otorgar a las aguas antárticas el estatus de Zona Especial, en donde deben observarse mayores restricciones que en otras aguas internacionales.  

### Anexo V: Protección y Gestión de Zonas
El Anexo V al Protocolo establece un nuevo esquema de áreas protegidas en la Antártida, formado por tres categorías: Zonas Antárticas Especialmente Protegidas (ZAEP), Zonas Antárticas Especialmente Administradas (ZAEA), y Sitios y Monumentos Históricos (SMH).  
Una Zona Antártica Especialmente Protegida (ZAEP) es un área terrestre o marina que posee valores científicos, estéticos, históricos o naturales, o investigaciones científicas en curso o previstas, que la Reunión Consultiva del Tratado Antártico (RCTA), a propuesta de cualquier país Parte, designa como tal para proteger dichos valores. Los ex Sitios de Especial Interés Científico y las ex Zonas Especialmente Protegidas, designados como tales por anteriores RCTAs, fueron reclasificados entonces como ZAEPs.  
Para efectivizar la protección de las ZAEP, el Anexo V prohíbe ingresar a una ZAEP, salvo de conformidad con un permiso expedido por una de los Estados Parte del Tratado Antártico. También establece que cada ZAEP posea un Plan de gestión, documento en el cual se identifican los valores a proteger y se especifican las medidas necesarias para garantizar su adecuada gestión.  
Una Zona Antártica Especialmente Administrada (ZAEA) es un área en donde concurren diferentes tipos de actividades humanas (logísticas, científicas, de conservación, turísticas). Se las designa como ZAEA para contribuir al planeamiento y coordinación de las actividades, evitar posibles conflictos de intereses, mejorar la cooperación entre los distintos operadores y reducir al mínimo los impactos ambientales adversos. Las ZAEA pueden comprender sectores marinos o terrestres, e incorporar ZAEP en su interior. La entrada a las ZAEA no requiere permiso. Si dentro de ellas hubiera una ZAEP, el ingreso a estas sí lo requiere.  
Por último, determinados sitios, tumbas, objetos, construcciones o artefactos situados en el continente antártico poseen un valor histórico que la Reunión Consultiva del Tratado reconoce a través de su designación como Sitios y Monumentos Históricos Antárticos (SMH). Los SMH pueden formar parte de ZAEP, ZAEA, o bien ser simplemente listados como tales. Los elementos que formen parte de un Sitio y Monumento Histórico no deberán dañarse, trasladarse ni destruirse.  
Al año 2024, existen 76 ZAEP, 6 ZAEA y 91 SMH, aunque esta cifra tiende a crecer gradualmente con los avances en el conocimiento del continente. La Secretaría del Tratado Antártico mantiene una base de datos y mapas de todas las zonas protegidas de la Antártida.

### Anexo VI: Responsabilidad emanada de Emergencias Ambientales
El sexto anexo se refiere a las responsabilidades de los Estados Parte y a sus operadores gubernamentales (por ejemplo, los encargados de la logística de apoyo a la ciencia) y no gubernamentales (por ejemplo, operadores turísticos) por las consecuencias de incidentes que afecten el medio ambiente antártico. Este Anexo obliga a las Partes Consultivas a solicitar a sus operadores la adopción de medidas preventivas razonables concebidas para reducir el riesgo de que se produzcan emergencias ambientales y su potencial impacto adverso.  
En este sentido, el Anexo VI obliga a los Estados Parte a elaborar e implementar planes de contingencia para dar respuesta a incidentes que pudiesen tener impactos adversos en el medio ambiente antártico, y a realizar acciones de respuesta rápidas y efectivas ante emergencias ambientales emanadas de sus actividades.  
El Anexo VI también obliga a cada Parte a que exija a sus operadores un seguro u otras garantías financieras para cubrir las responsabilidades derivadas de no haber adoptado este tipo de acciones de respuesta.  

## Antecedentes del Protocolo de Madrid
La protección del ambiente antártico no fue uno de los objetivos originales del Tratado Antártico. Los principales motores de este acuerdo fueron la salvaguarda de la paz y la libertad para el desarrollo de investigación científica. Sin embargo, algunas prohibiciones y restricciones contenidas en el Tratado, en especial las referidas a la actividad nuclear, pueden ser consideradas importantes desde el punto de vista ambiental. Una vez que el Tratado Antártico entró en vigor en 1961, se acordaron una serie de medidas bajo las disposiciones de su artículo IX (que prevé la creación de medidas tendientes a “la preservación y conservación de recursos vivos en la Antártida”), o en convenciones separadas, que enfocaron cuestiones como la protección de la flora y la fauna, la designación de áreas protegidas, y la gestión de residuos y combustible, entre otros.  
Por ejemplo, el Anexo I al Protocolo toma como base las disposiciones sobre Evaluación de Impacto Ambiental contenidas en la fallida Convención de Minerales Antárticos (también llamada “Convención para la Reglamentación de las Actividades sobre Recursos Minerales Antárticos” o CRAMRA), en tanto que el Anexo II recoge los conceptos y procedimientos establecidos por las Medidas Acordadas para la Conservación de Flora y Fauna Antárticas de 1964. El Anexo III, por su parte, descansa en el trabajo realizado por el Panel de Expertos del Comité Científico para la Investigación en la Antártida (SCAR, por sus siglas en inglés) sobre gestión de residuos (1989), el cual, a su vez, reveía y ampliaba las recomendaciones surgidas del Código de Conducta para Bases Antárticas, producido también por SCAR en 1975. Por último, el Anexo IV al Protocolo de Madrid incorpora los principios contenidos en los Anexos I a V de MARPOL 73/78 de la Organización Marítima Internacional (OMI), mientras que el Anexo V surge de la reelaboración de lo resuelto por las Reuniones Consultivas del Tratado Antártico (RCTA) entre 1964 y 1989, en relación con el esquema de zonas protegidas y sus procedimientos asociados.  
Las Partes del Tratado Antártico negociaron el Protocolo de Madrid entre 1989 y 1991, tras la falta de acuerdo sobre un ente internacional que regulara la actividad minera en la Antártida (CRAMRA). Luego de la no ratificación de la CRAMRA se negoció un nuevo acuerdo internacional que conjugara la postura de no efectuar explotación minera con un control más efectivo de las actividades, para evitar cualquier daño al medio ambiente antártico. 
Durante la XV RCTA (París, 1989) se acordó celebrar una Reunión Consultiva Especial que considerara medidas generales para la protección del medio ambiente. Tras cuatro Reuniones especiales, iniciadas en Viña del Mar (1990) y concluidas en Madrid (1991), esta negociación culminó con la elaboración final y la adopción del Protocolo de Madrid.  

## Actividades reguladas por el Protocolo
El Protocolo establece que ciertas actividades humanas están sujetas a una serie de prohibiciones y restricciones. Así, en el área del Tratado Antártico, están prohibidas las siguientes actividades:   
- Detonación de explosivos nucleares y almacenamiento de desechos de actividad nuclear.
- Exploración y explotación de recursos minerales, y cualquier otra actividad relacionada con éstos, que no sea la de investigación científica.
- Descarga y vertimiento de combustibles, aceites y sustancias líquidas nocivas, aguas servidas y basura, en el mar y desde buques dentro del área del Tratado Antártico.
- Eliminación en áreas libres de hielo o en sistemas de agua dulce de residuos.

- Importación de bifenilos policlorados (PCBs), tierra no estéril, gránulos o virutas de poliestireno u otras formas similares de embalaje, o pesticidas.
- Daño, traslado o destrucción de Sitios y Monumentos Históricos.
- Quema de residuos a cielo abierto.

El Protocolo también establece la necesidad de contar con un permiso otorgado por una autoridad competente de cualquier Estado Parte del Tratado Antártico para la realización de las siguientes actividades: 
- Toma o intromisión perjudicial de especies antárticas

- Introducción de especies no autóctonas al continente antártico
- Ingreso a Zonas Antárticas Especialmente Protegidas (ZAEPs)
- Utilización de sustancias radiactivas con fines científicos.

El Protocolo, sin embargo, no requiere el otorgamiento de permisos cuando estas actividades estén ya comprendidas dentro lo establecido por la Convención para la Conservación de los Recursos Vivos Marinos Antárticos (CCRVMA), o en situaciones de emergencia relacionadas con la seguridad de la vida humana o de buques, aeronaves o equipos e instalaciones, o con la protección del medio ambiente. 

## La cuestión de los minerales en el Protocolo
El Artículo 7 del Protocolo de Madrid prohíbe expresamente cualquier actividad relacionada con la explotación de los recursos minerales antárticos, salvo la investigación científica. En principio, esta prohibición para explorar y explotar recursos minerales rige en forma indefinida, aunque el artículo 25 del Protocolo establece la posibilidad que alguna Parte Consultiva solicite una revisión de la aplicación de su contenido, una vez trascurridos 50 años de la entrada en vigor del Protocolo (año 2048). Esta disposición se aplica por extensión al artículo 7. En referencia particular a los recursos minerales, el artículo 25, en su primer párrafo establece que, antes de proceder a una enmienda del artículo 7, deberán producirse una serie de circunstancias y condiciones previas. Es por esta razón que algunos autores sostienen que el Protocolo establece una moratoria de 50 años en la exploración y explotación de minerales antárticos, aunque, de hecho, una moratoria implicaría la caída automática de lo dispuesto por el artículo 7, y éste no es precisamente el caso que plantea el artículo 25.  

## Estados parte
Al año 2022, 42 países han suscrito el Protocolo de Madrid. Los signatarios originales fueron 26, y otros 16 se han sumado hasta el día de hoy. De las 42 Partes Contratantes, 29 son Partes Consultivas del Tratado Antártico, y las restantes 13, Partes No Consultivas (ver tabla abajo).  
Tabla: Países que suscribieron el Protocolo de Madrid 
| #  | País                | Estatus             | Fecha de Adopción*           |
| 1  | Alemania            | Parte Consultiva    | Previa a su entrada en vigor |
| 2  | Argentina           | Parte Consultiva    | Previa a su entrada en vigor |
| 3  | Australia           | Parte Consultiva    | Previa a su entrada en vigor |
| 4  | Bélgica             | Parte Consultiva    | Previa a su entrada en vigor |
| 5  | Brasil              | Parte Consultiva    | Previa a su entrada en vigor |
| 6  | Bulgaria            | Parte Consultiva    | 21 de mayo de 1998           |
| 7  | Chequia             | Parte Consultiva    | 24 de septiembre de 2004     |
| 8  | Chile               | Parte Consultiva    | Previa a su entrada en vigor |
| 9  | China               | Parte Consultiva    | Previa a su entrada en vigor |
| 10 | Corea RDC           | Parte Consultiva    | Previa a su entrada en vigor |
| 11 | Ecuador             | Parte Consultiva    | Previa a su entrada en vigor |
| 12 | España              | Parte Consultiva    | Previa a su entrada en vigor |
| 13 | Estados Unidos      | Parte Consultiva    | Previa a su entrada en vigor |
| 14 | Federación de Rusia | Parte Consultiva    | Previa a su entrada en vigor |
| 15 | Finlandia           | Parte Consultiva    | Previa a su entrada en vigor |
| 16 | Francia             | Parte Consultiva    | Previa a su entrada en vigor |
| 17 | India               | Parte Consultiva    | Previa a su entrada en vigor |
| 18 | Italia              | Parte Consultiva    | Previa a su entrada en vigor |
| 19 | Japón               | Parte Consultiva    | Previa a su entrada en vigor |
| 20 | Noruega             | Parte Consultiva    | Previa a su entrada en vigor |
| 21 | Nueva Zelandia      | Parte Consultiva    | Previa a su entrada en vigor |
| 22 | Países Bajos        | Parte Consultiva    | Previa a su entrada en vigor |
| 23 | Perú                | Parte Consultiva    | Previa a su entrada en vigor |
| 24 | Polonia             | Parte Consultiva    | Previa a su entrada en vigor |
| 25 | Reino Unido         | Parte Consultiva    | Previa a su entrada en vigor |
| 26 | Sudáfrica           | Parte Consultiva    | Previa a su entrada en vigor |
| 27 | Suecia              | Parte Consultiva    | Previa a su entrada en vigor |
| 28 | Ucrania             | Parte Consultiva    | 24 de junio de 2001          |
| 29 | Uruguay             | Parte Consultiva    | Previa a su entrada en vigor |
| 30 | Austria             | Parte No Consultiva | 26 de junio de 2021          |
| 31 | Bielorrusia         | Parte No Consultiva | 15 de agosto de 2008         |
| 32 | Canadá              | Parte No Consultiva | 13 de diciembre de 2003      |
| 33 | Colombia            | Parte No Consultiva | 14 de marzo de 2020          |
| 34 | Grecia              | Parte No Consultiva | Previa a su entrada en vigor |
| 35 | Malasia             | Parte No Consultiva | 14 de septiembre de 2016     |
| 36 | Mónaco              | Parte No Consultiva | 31 de julio de 2009          |
| 37 | Pakistán            | Parte No Consultiva | 31 de marzo de 2012          |
| 38 | Portugal            | Parte No Consultiva | 10 de octubre de 2014        |
| 39 | Rumania             | Parte No Consultiva | 5 de marzo de 2003           |
| 40 | Suiza               | Parte No Consultiva | 1 de junio de 2017           |
| 41 | Turquía             | Parte No Consultiva | 27 de octubre de 2017        |
| 42 | Venezuela           | Parte No Consultiva | 31 de agosto de 2014         |

*El Protocolo entró en vigor a partir el 14 de enero de 1998. 